# Ernst August Schwebel

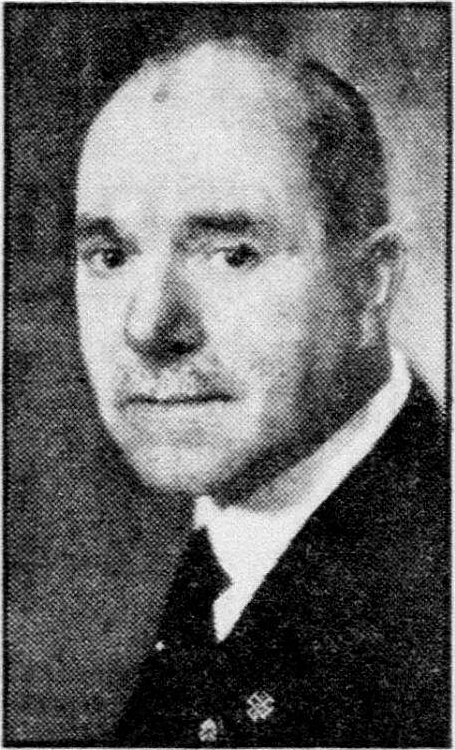
Dr. Ernst August Schwebel

Ernst August Schwebel (Winningen, 23 maart 1886 - Marburg, 31 oktober 1955) was een Duits jurist die tijdens de Tweede Wereldoorlog Beauftragte was van Seyss-Inquart voor de provincie Zuid-Holland en voor Den Haag.
Schwebel studeerde rechten en nam deel aan de Eerste Wereldoorlog. Van 1919 tot 1924 was hij Landrat in Meisenheim en van 1924 tot 1934 in Marburg. Van 1930 tot 1933 was hij lid van de Konservative Volkspartei. Schwebel was lid van de Evangelische kerk.
Vanaf 1934 was Schwebel bestuursrechter. Hij werd ook lid van de NSDAP. Na de Duitse inval in Nederland was Schwebel vanaf juni 1940 Beauftragte van Seyss-Inquart. In deze functie moest hij op de hoogte worden gebracht van belangrijke beslissingen in Zuid-Holland en Den Haag. Ook kreeg hij de opdracht van Seyss-Inquart de ontruiming en sloop van grote delen van Den Haag voor de aanleg van de Atlantikwall in goede banen te leiden.
Van 1945 tot 1947 was Schwebel in geallieerde gevangenschap en moest in 1946 getuigen bij de processen van Neurenberg.